# Csallóközpósfa
Csallóközpósfa (szlovákul Pušov vagy Póšfa) Gelle településrésze, 1940-ig önálló falu Szlovákiában a Nagyszombati kerületben a Dunaszerdahelyi járásban.

## Fekvése
Dunaszerdahelytől 10 km-re nyugatra fekszik.

## Története
Vályi András szerint "PÓSFA. Magyar falu Pozsony Vármegyében, földes Ura Gróf Pálfy Uraság, lakosai katolikusok, ’s másfélék, fekszik Egyház Gelléhez közel, mellynek filiája, határjának középszerű mivóltához képest, második osztálybéli."
Fényes Elek szerint "Pósfa, vagy Pósfalva, magy. falu, Poson megyében, Egyház-Gelle filial., 156 kath. lak., jó szántóföldekkel, kevés réttel. F. u. gr. Pálffy csal. seniorátusa. Ut. p. Somorja." 
A trianoni békeszerződésig Pozsony vármegye Dunaszerdahelyi járásához tartozott.

## Népessége
1910-ben 200, túlnyomórészt magyar anyanyelvű lakosa volt.
Gellének 2011-ben 432 lakosa volt.